# Skönnarbo masugn

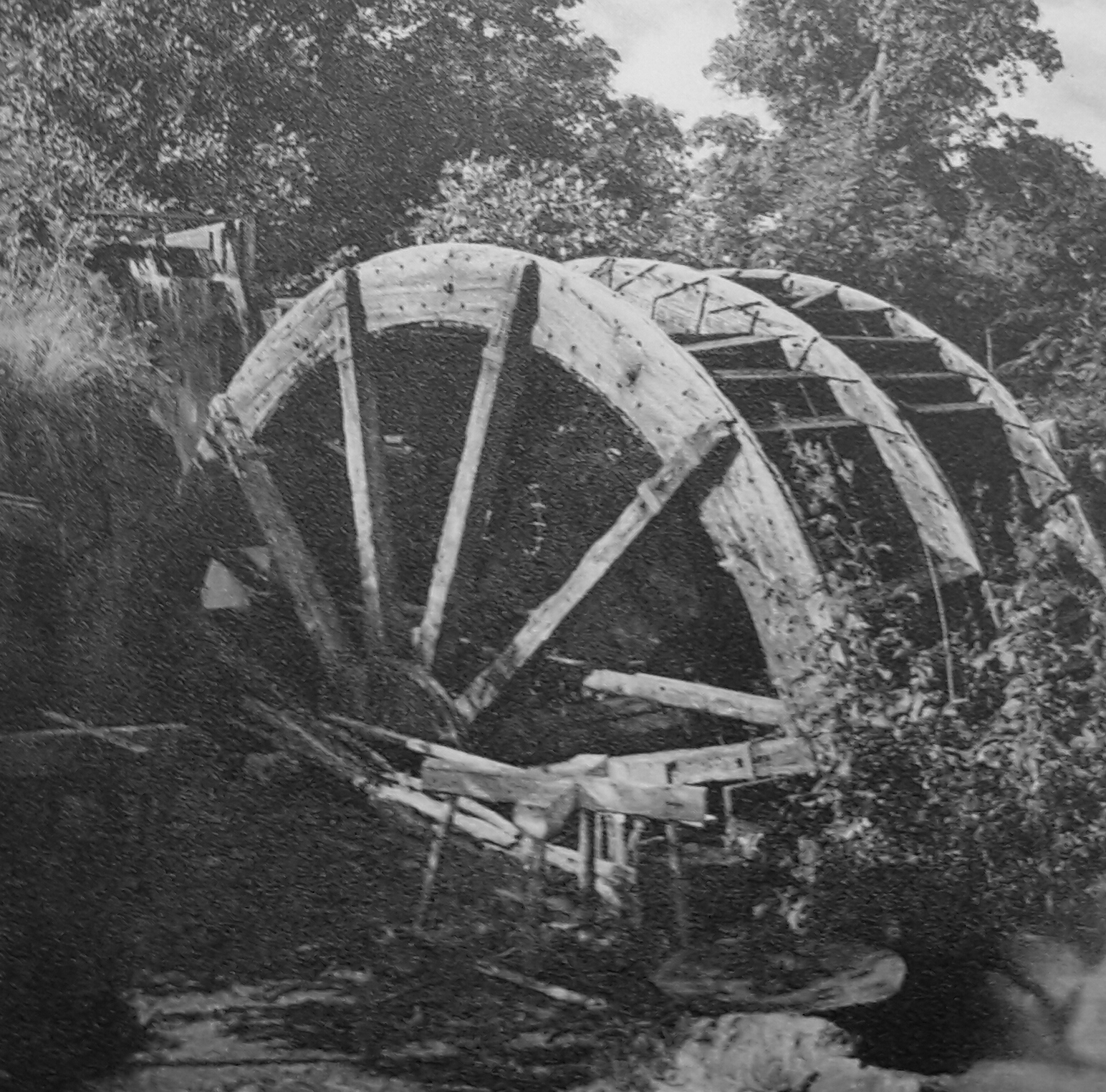
Vattenhjulet vid Skönnarbo bruk

Skönnarbo masugn var en bruksegendom i Tjällmo socken, ägd av Haddebo bruk 1873-1881 beläget mellan Skönnarbosjön och Annsjön samt tre kilometer sydväst om Örmon.
Efter att Haddebo bruk köpt Skönnarbo övre och nedre bruk även benämnt Christinefors bruk 1873 rationaliseras järnhanteringen vid Skönnarbo. Där anlades då vid det nedre bruket en masugn bestående av en kupolugn och en rostugn som ersättning för de smedjor, hammare med flera anläggningar som revs. Den moderna kupolmasungnen som uppfördes kom att inta platsen som landets tredje största masugn. Vattentillgången i ån mellan sjöarna och trots fallens höjd blev vattenkraften otillräcklig för franche comté smide, något som man klagat på redan under 1700-talet. När den nya masugnen uppfördes skapades en ny vattenränna och vattenledning på sidan om de gamla fallen.Tidpunkten för uppförandet av masugnen var väl valt då det på grund av det Fransk-tyska kriget 1870-1871 rådde högkonjunktur på järn. Samtidigt med uppförandet av masugnen 1873 upptäcktes Tybble gruvfält som genom sitt korta avstånd på sju kilometer till masugnen kom att en stor leverantör av järnmalm. Dessutom köptes tackjärn från Bergslagen som levererades med järnväg till Örmons station. Efter att masugnen såldes till Skyllbergs bruk 1879 blev den utarrenderad till Finspångs styckebruk 1879-1881. Verksamheten vid masugnen upphörde definitivt 1881 då Skyllbergs valde att lägga ner ugnen.